# ضريح مولانا زين الدين أبوكرتاي
ضريح مولانا زين الدين أبوكرتاي (بالفارسية: آرامگاه مولانا زین الدین ابوکرتای) هو ضريح تاريخي يعود إلى القرن التاسع الهجري، ويقع في تايباد.